# Quadro de medalhas dos Jogos Parapan-Americanos de 1999
O Quadro de medalhas dos Jogos Parapan-Americanos de 1999 é uma lista que classifica os Comitês Paraolímpicos Nacionais de acordo com o número de medalhas conquistadas nos Jogos realizados na Cidade do México, México.
| Pos. | País                 |     |     |    | Total |
| 1    | México (MEX)         | 121 | 105 | 81 | 307   |
| 2    | Brasil (BRA)         | 92  | 55  | 33 | 180   |
| 3    | Argentina (ARG)      | 62  | 48  | 47 | 157   |
| 4    | Estados Unidos (USA) | 24  | 27  | 19 | 70    |
| 5    | Cuba (CUB)           | 18  | 19  | 7  | 44    |
| 6    | Uruguai (URU)        | 11  | 10  | 8  | 29    |
| 7    | Venezuela (VEN)      | 9   | 10  | 11 | 30    |
| 8    | Porto Rico (PUR)     | 8   | 2   | 4  | 14    |
| 9    | Canadá (CAN)         | 4   | 3   | 3  | 10    |
| 10   | Chile (CHI)          | 4   | 2   | 3  | 9     |
| 11   | Peru (PER)           | 3   | 4   | 4  | 11    |
| 12   | Jamaica (JAM)        | 3   | 2   | 1  | 6     |
| 13   | Colômbia (COL)       | 2   | 6   | 4  | 12    |
| 14   | Costa Rica (COS)     | 1   | 1   | 1  | 3     |
| 15   | El Salvador (ESA)    | 1   | 1   | 0  | 2     |